# Comunión anglicana
La Comunión anglicana es una afiliación mundial de Iglesias anglicanas en plena comunión con la Iglesia de Inglaterra y específicamente con su primado, el arzobispo de Canterbury. Con noventa y ocho millones de miembros, la Comunión anglicana es la tercera comunión cristiana más grande del mundo, tras la Iglesia católica y la Iglesia ortodoxa. La expresión «Comunión Anglicana» fue utilizada por primera vez por un obispo estadounidense enviado en 1847 a Constantinopla como representante de la Iglesia episcopal ante las iglesias orientales. Luego se empleó en la primera Conferencia de Lambeth en 1867.
La condición de estar en plena comunión significa que todos los ritos efectuados en una Iglesia son reconocidos por la otra. Algunas de estas Iglesias se reconocen explícitamente como anglicanas, expresando en su nombre su vínculo con Inglaterra (Ecclesia Anglicana significa la «Iglesia de Inglaterra» en latín), otras, tales como las Iglesias episcopales estadounidenses y escocesas, o la Iglesia de Irlanda, prefieren utilizar un nombre distinto. Cada iglesia tiene su propia doctrina y liturgia, basadas, en la mayoría de los casos, en las de la Iglesia de Inglaterra; a su vez, cada iglesia tiene su propio sistema legislativo y política episcopal, bajo la dirección de un primado local (obispo moderador, arzobispo, obispo presidente, u otra nominación).
El arzobispo de Canterbury, jefe religioso de la Iglesia de Inglaterra, no tiene ninguna autoridad formal fuera de su jurisdicción, pero es reconocido como jefe simbólico de la Comunión anglicana mundial. Entre los otros primados, él es un primus inter pares, o «primero entre iguales». Si se compara al arzobispo de Canterbury con otros líderes religiosos, como el papa católico, por ejemplo, esto es debido únicamente a su papel prominente y figuración en los medios de comunicación, puesto que no posee ninguna autoridad formal fuera de su provincia. No obstante, las Iglesias no se pueden considerar parte de la Comunión anglicana a menos que estén en completa comunión con él.
Aunque no se consideren miembros, algunos cuerpos no anglicanos (ni por origen ni por tradición) han entrado en comunión con la Comunión anglicana en su totalidad o con alguna de sus Iglesias constitutivas en particular.[cita requerida]
Existe también un número de comunidades de origen y tradición anglicana que, sin embargo, se han separado de una Iglesia miembro de la Comunión anglicana. Han dejado así, por ejemplo, de estar en comunión con Canterbury, aunque pueden estar en comunión con alguna otra provincia individual de la Comunión. No obstante, estos cuerpos se autodefinen como anglicanos y son referidos como anglicanos por el arzobispo de Canterbury. Muchos son parte del Movimiento Anglicano de Continuación.

## Elementos y factores de unión de la Comunión anglicana
La Comunión anglicana no tiene ningún tipo de existencia legal oficial o estructura de gobierno que pudiera ejercer alguna forma de autoridad sobre las Iglesias con membresía en ella. Hay una Oficina de la Comunión Anglicana en Londres, bajo el amparo del arzobispo de Canterbury, pero cumple solamente un rol organizador y de soporte. En lugar de estructuras y normativas, la Comunión se encuentra ligada por una historia compartida, expresada en su eclesiología, en sus políticas y en su ethos; y también por su participación en órganos consultivos internacionales.

### Eclesiología, política y ethos
Tres elementos han sido importantes en mantener la Comunión anglicana unida: primero, la estructura eclesial compartida por las Iglesias, manifestada en una política episcopal mantenida por la sucesión apostólica de sus obispos y el ejercicio del gobierno sinodal; segundo, el principio de la fe expresada en adoración, confiriendo mucha importancia a la aprobación de buenos libros de oración y otros textos litúrgicos; y tercero, los documentos históricos y la teología estandarizada que han influenciado la tradición de la Comunión.
Originalmente, la Iglesia de Inglaterra era única y confiaba su unidad e identidad a su propio devenir histórico, a su estructura legal y episcopal tradicional, y a su situación como Iglesia oficial del Estado inglés. Como tal, el anglicanismo ha sido desde sus inicios un movimiento explícitamente episcopal, una característica que ha sido vital en el mantenimiento de la unidad, transmitiendo el papel del episcopado que manifiesta visiblemente catolicidad y ecumenismo.
Desde temprano en su reforma, la Iglesia de Inglaterra produjo un libro de oración en vernáculo, llamado Libro de Oración Común. A diferencia de otras tradiciones cristianas, el anglicanismo nunca ha sido gobernado por un magisterio ni supeditado a un teólogo fundador, tampoco ha necesitado formular un resumen doctrinal más allá de los credos (tal como la Confesión de Fe de Westminster en la Iglesia presbiteriana). En su lugar, el anglicanismo ha recurrido al ya mencionado Libro de Oración Común y a sus vástagos como guía teológica y de práctica. Esto ha tenido como efecto inculcar en el anglicanismo el principio del denominado lex orandi, lex credendi (“la ley de la oración es la ley de la creencia”) como fundamento de identidad y confesión anglicana.
El prolongado conflicto desarrollado durante el siglo XVII entre protestantes radicalizados, de un lado, y católicos que querían reconocer la supremacía absoluta del papa, por otro, dio lugar a una Iglesia que era deliberadamente vaga con respecto a sus principios doctrinales, destacando el desarrollo de parámetros de "desviación tolerable" dentro de la Iglesia. Estos parámetros fueron articulados lo más claramente posible en las varias anotaciones incluidas en los sucesivos Libros de Oración, así como en los Treinta y nueve artículos. Estos artículos, aunque nunca vinculantes, han tenido gran influencia en el ethos de la Comunión anglicana, un ethos reforzado por su interpretación y extensión a manos de tempranos e influyentes teólogos, tales como: Richard Hooker, Lancelot Andrewes, John Cosin, y otros.
Con la expansión del anglicanismo fuera de las islas británicas, la Comunión buscó establecer nuevos vehículos de unidad. La primera expresión importante de esta búsqueda fueron las Conferencias de Lambeth para todos los obispos de la Comunión, convocadas por primera vez en 1867 por el arzobispo de Canterbury Charles Thomas Longley. Desde el principio, estas reuniones nunca intentaron desplazar o disminuir la autonomía de las emergentes provincias de la Comunión, sino “discutir asuntos de interés práctico, y pronunciar lo que juzgamos conveniente en resoluciones que puedan servir como guías seguras para la acción futura”. Una de las primeras resoluciones de influencia duradera de esta conferencia fue con respecto al denominado Cuadrilátero Chicago-Lambeth de 1888, un intento por proporcionar bases para la discusión de una reunión con las Iglesias católica y ortodoxa, que tuvo, sin embargo, el efecto indirecto de establecer claramente cuatro parámetros específicos de la identidad anglicana. Esos cuatro principios son:
1. Las Sagradas Escrituras del Antiguo y del Nuevo Testamento, "contienen todas las cosas necesarias para la salvación", y constituyen la regla y máxima norma de fe.
2. El Credo de los Apóstoles, como Símbolo Bautismal, y el Credo Niceno son declaraciones suficientes de la Fe Cristiana.
3. Los dos sacramentos "ordenados por Cristo mismo" -Bautismo y Cena del Señor- deben ser administrados con el uso indefectible de las palabras de su institución, hecha por Cristo, y los elementos ordenados por Él.
4. Debe reivindicarse el episcopado histórico, adaptado localmente a las diversas necesidades de las naciones y pueblos llamados por Dios a la unidad de su Iglesia.

### Instrumentos de unidad

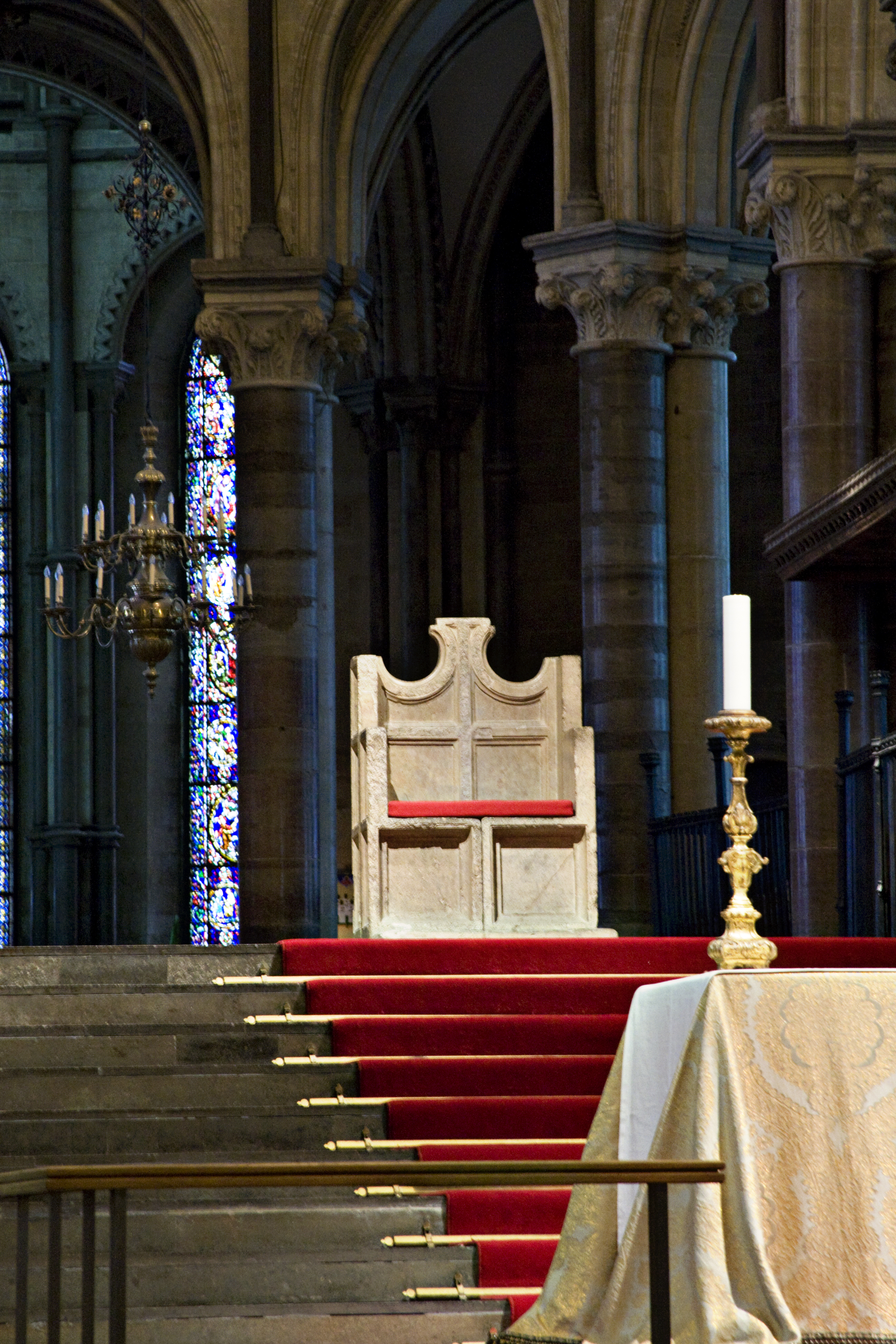
La cátedra de san Agustín, trono episcopal en la Catedral de Canterbury, en Kent, sede del arzobispo de Canterbury en su papel de cabeza de la Comunión anglicana.

La Comunión anglicana no tiene ninguna organización jurídica internacional. El arzobispo de Canterbury cumple un rol estrictamente simbólico y unificador, y los tres organismos internacionales de la Comunión son sólo consultivos y de colaboración, sus resoluciones no tienen ningún efecto legal en las provincias independientes de la Comunión. Tomados en su conjunto, sin embargo, estos cuatro elementos funcionan como verdaderos “instrumentos de unidad”, donde todas las Iglesias que participan de la Comunión concurren. En orden de antigüedad, están:
1. El arzobispo de Canterbury (Ab origine) que cumple funciones como jefe espiritual de la Comunión, es el foco de su unidad, puesto que ninguna Iglesia demanda calidad de miembro en la Comunión sin estar en comunión con él. Dicha posición está vacante actualmente con el arzobispo de York Stephen Cottrell sirviendo de manera interina.
2. La Conferencia de Lambeth (reunida por primera vez en 1867) es la más antigua instancia internacional de consulta. Es un foro para los obispos de la Comunión, donde refuerzan su unidad y manifiestan el carácter colegiado del episcopado. Sirve también para discutir asuntos de mutua preocupación y para aprobar resoluciones que sirvan como puntos de referencia para las decisiones de cada provincia. Se reúne cada diez años y la invitación es hecha por el arzobispo de Canterbury.
3. El Consejo Consultivo Anglicano (reunido por primera vez en 1971) fue creado por una resolución de la Conferencia de Lambeth de 1968, y se reúne habitualmente cada tres años. Al Consejo concurren representantes del episcopado, del clero y del laicado elegidos por las treinta y ocho provincias. Este cuerpo posee una secretaría permanente, la Oficina de la Comunión Anglicana, de la cual el arzobispo de Canterbury es presidente.
4. La Reunión de los Primados (reunida por primera vez en 1979) es la instancia más reciente de consulta y deliberación internacional. Fue convocada por primera vez por el arzobispo Donald Coggan como un foro para el “pensamiento pausado, la oración y la consulta profunda”.

Puesto que no hay autoridad obligatoria en la Comunión anglicana, estos cuerpos internacionales son sólo un vehículo de consulta y persuasión. Es por ello que, en años recientes, se han desarrollado fuertes debates sobre la necesidad o no de tener una postura común en ciertas áreas de doctrina, disciplina, adoración y ética. El ejemplo más notable de estos desacuerdos ha sido la objeción, por parte de algunas provincias de la Comunión (particularmente de África, Asia y América hispana) al cambio de rol de los homosexuales en las Iglesias norteamericanas (por ejemplo, la bendición de matrimonios entre personas del mismo sexo, la ordenación y consagración de gays y lesbianas no célibes), y al proceso mediante el cual esos cambios fueron emprendidos. Los que se oponen a estos cambios, los condenan como contrarios a las Escrituras, unilaterales, y tomados sin el acuerdo previo de la Comunión. En respuesta, la Iglesia episcopal en los Estados Unidos (ECUSA, por sus siglas en inglés) y la Iglesia anglicana del Canadá han señalado que estas acciones: habían sido emprendidas después de una reflexión teológica muy larga y basada en las Escrituras; estaban legalmente de acuerdo con sus propios cánones y constituciones; y se habían resuelto tras extensas consultas con las provincias de la Comunión.
La Reunión de los Primados votó para solicitar a estas dos provincias que retiraran a sus delegados de la reunión 2005 del Consejo Consultivo Anglicano, y Canadá y los Estados Unidos decidieron asistir a la reunión pero sin ejercer su derecho a voto. No se ha expulsado ni suspendido a estas provincias, puesto que no existe ningún mecanismo en esta asociación voluntaria para suspender o expulsar a una provincia independiente de la Comunión. Puesto que la calidad de miembro se basa en la comunión de una provincia con el arzobispo de Canterbury, la posibilidad de expulsión requeriría del arzobispo una denegación de su comunión con las jurisdicciones afectadas. Conforme a una sugerencia del Informe de Windsor, Williams estableció un grupo de trabajo para examinar la viabilidad de un Pacto Anglicano (Anglican Covenant) que articule, de alguna manera, las condiciones para estar en comunión.

## Provincias de la Comunión anglicana
| Provincia anglicana de Alejandría Iglesia anglicana en Aotearoa, Nueva Zelanda y Polinesia Iglesia anglicana de Australia Iglesia de Bangladés Iglesia episcopal de Brasil Iglesia anglicana de Burundi Iglesia anglicana de Canadá Iglesia de la provincia de África Central Iglesia Anglicana de la Región Central de América Provincia Anglicana del Congo Iglesia Anglicana de chile Iglesia de Inglaterra, Iglesia en Gales, Iglesia episcopal escocesa e Iglesia de Irlanda *Diócesis de Europa de la Iglesia de Inglaterra Hong Kong Sheng Kung Hui | Iglesia de la provincia del océano Índico Iglesia de Irlanda Nippon Sei Ko Kai Iglesia Episcopal de Jerusalén y Oriente Medio Iglesia Anglicana de Kenia Iglesia Anglicana de Corea Iglesia Anglicana de Melanesia Iglesia Anglicana de México Iglesia Anglicana de Mozambique y Angola Iglesia de la provincia de Myanmar (Birmania) *Iglesia de India del norte, y Iglesia de India del sur Iglesia de Pakistán) Iglesia anglicana de Papúa Nueva Guinea) Iglesia Episcopal de Filipinas | Iglesia Anglicana de Ruanda Iglesia de la provincia del Sudeste de Asia Iglesia Anglicana de África del sur Iglesia anglicana de América del Sur Iglesia de la provincia de Sudán del sur Iglesia de la provincia de Sudán Iglesia Anglicana de Tanzania Iglesia de Uganda Iglesia episcopal Iglesia de la provincia de las indias occidentales *Extraprovincial del arzobispo de Canterbury (Iglesia de Inglaterra) *Extraprovincial del arzobispo de Canterbury y de la Iglesia episcopal Sin presencia anglicana organizada |

Nota: la Iglesia de Irlanda sirve tanto en Irlanda del Norte como en la República de Irlanda; la Iglesia episcopal de Sudán sirve tanto en Sudán como en Sudán del Sur; y la Iglesia anglicana de Corea sirve en Corea del Sur y, teóricamente, en Corea del Norte. La Iglesia de India del Norte y la Iglesia de India del Sur se reparten el territorio de la India para el servicio espiritual. La diócesis de Europa en Gibraltar también está presente en Portugal y España. La Iglesia episcopal —convocación americana de Iglesias episcopales en Europa— tiene filiales en Francia, Bélgica, Austria, Suiza, Italia y Kazajistán.
Las cuarenta y dos provincias de la Comunión anglicana son Iglesias independientes, cada una con su propio obispo o arzobispo primado y su propia estructura de gobierno. Estas provincias pueden tomar la forma de Iglesias nacionales (por ejemplo, en Canadá, Uganda o Japón) o agrupar un cierto número de naciones (tales como Indias Occidentales, África Central, Sudeste de Asia o América del Sur). Las provincias de la Comunión anglicana son las siguientes:
| Provincias e Iglesias nacionales (año de su independencia)                              | Jurisdicción territorial | Provincias y diócesis | Historia | Miembros          |
| --------------------------------------------------------------------------------------- | --- | --- | --- | ----------------- |
| Provincia Anglicana/Episcopal de Alejandría                                             | Argelia, Yibuti, Egipto, Etiopía, Eritrea, Libia, Somalia, Túnez | 4 diócesis | El 29 de junio de 2020, la diócesis fue elevada a la categoría de provincia eclesiástica y se convirtió en la cuadragésima primera provincia de la Comunión Anglicana.                   |                   |
| Iglesia Anglicana de Mozambique y Angola                                                | Mozambique, Angola | 6 diócesis | Independencia en 2021, separada de la Iglesia Anglicana de África del sur. | 123 000           |
| Iglesia anglicana en Aotearoa, Nueva Zelanda y Polinesia                                | Nueva Zelanda, Islas Cook, Fiyi, Samoa, Tonga | 14 diócesis | Independencia en 1857 como Iglesia de la provincia de Nueva Zelanda. Nombre actual cambiado en 1992.                                                                                     | 581 000           |
| Iglesia anglicana de Australia                                                          | Australia | 5 provincias: Nueva Gales del Sur (7 diócesis), Queensland (4 diócesis), Australia Meridional (3 diócesis), Victoria (5 diócesis), Australia Occidental (3 diócesis), y la diócesis extraprovincial de Tasmania | Independencia en 1962. | 3 900 000         |
| Iglesia de Bangladés (unida)                                                            | Bangladés | 2 diócesis | Independencia en 1974, separada de la Iglesia de Pakistán. Además pertenece a la Comunión Mundial de Iglesias Reformadas                                                                 | 16 000            |
| Iglesia episcopal anglicana del Brasil                                                  | Brasil | 9 diócesis y el distrito misional del Oeste de Brasil | Independencia en 1965. | 120 000           |
| Iglesia anglicana de Burundi                                                            | Burundi | 7 diócesis | Independencia en 1992 de la Iglesia de la provincia de Ruanda, Burundi, y Boga-Zaire. | 800 000           |
| Iglesia anglicana de Canadá                                                             | Canadá | 4 provincias: Columbia Británica y el Yukón (6 diócesis), Canadá (7 diócesis), Ontario (7 diócesis), Tierra de Rupert (11 diócesis y el obispo nacional indígena) | Independencia en 1893. Hasta 1977 se llamó Iglesia de Inglaterra en el Dominio de Canadá, cuando adoptó el de Iglesia episcopal de Canadá. En 1989 adoptó el nombre actual.              | 1 600 000         |
| Iglesia de la provincia de África Central                                               | Botsuana, Malawi, Zambia, Zimbabue | 15 diócesis | Independencia en 1955. | 900 000           |
| Iglesia Anglicana de la Región Central de América                                       | Costa Rica, El Salvador, Guatemala, Nicaragua, Panamá | 5 diócesis | Independencia en 1998 de la Iglesia episcopal. | 35 000            |
| Provincia de la Iglesia anglicana del Congo                                             | República Democrática del Congo, República del Congo | 10 diócesis | Independencia en 1992 de la provincia de Ruanda, Burundi y Zaire. | 500 000           |
| Iglesia de Inglaterra                                                                   | Inglaterra, Isla de Man, Islas del Canal, diócesis de Europa (Gibraltar, Asia Central, Marruecos, Rusia, Turquía y Europa menos las islas británicas ni la península ibérica)                                                              | 2 provincias: Canterbury (29 diócesis y la diócesis de Europa), York (12 diócesis) | Independencia en 1534 de la Iglesia católica. | 26 000            |
| Iglesia anglicana de Hong Kong (Hong Kong Sheng Kung Hui)                               | Hong Kong, Macao | 3 diócesis y el área misional de Macao | Independencia en 1998. | 29 000            |
| Iglesia de la provincia del océano Índico                                               | Madagascar, Mauricio, Seychelles | 8 diócesis | Independencia en 1973. | 505 000           |
| Iglesia de Irlanda                                                                      | República de Irlanda, Irlanda del Norte | 2 provincias: Armagh (7 diócesis), Dublín (5 diócesis) | Independencia en 1871. | 410 000           |
| Iglesia anglicana en Japón (Nippon Sei Ko Kai)                                          | Japón | 11 diócesis | Independencia en 1972. | 57 000            |
| Iglesia episcopal en Jerusalén y Medio Oriente                                          | Argelia, Baréin, Chipre, Yibuti, Egipto, Etiopía, Eritrea, Jordania, Líbano, Libia, Irán, Irak, Israel, Kuwait, Omán, Catar, Arabia Saudita, Palestina, Somalia, Siria, Túnez, Emiratos Árabes Unidos, Yemen                               | 4 diócesis | Independencia en 1976. | 40 000            |
| Iglesia anglicana de Kenia                                                              | Kenia | 35 diócesis | Independencia en 1970, por división de la provincia de África Oriental independizada en 1960.                                                                                            | 5 000             |
| Iglesia anglicana de Corea                                                              | Corea del Sur, Corea del Norte | 3 diócesis | Independencia en 1993. | 65 000            |
| Iglesia anglicana de Melanesia                                                          | Nueva Caledonia, Islas Salomón, Vanuatu | 9 diócesis | Independencia en 1975. | 200 000           |
| Iglesia anglicana de México                                                             | México | 5 diócesis | Independencia en 1995. | 100 000           |
| Iglesia de la provincia de Myanmar                                                      | Birmania | 6 diócesis | Independencia en 1970. Se llamó Iglesia de la provincia de Birmania hasta 1989. | 62 000            |
| Iglesia de Nigeria                                                                      | Nigeria | 14 provincias: Abuya (13 diócesis), Aba (7 diócesis), Bendel (13 diócesis), Enugu (10 diócesis), Ibadán (17 diócesis), Jos (10 diócesis), Kaduna (11 diócesis), Kwara (7 diócesis), Lagos (12 diócesis), Lokoja (9 diócesis), Níger (10 diócesis), Níger Delta (16 diócesis), Ondo (12 diócesis), Owerri (12 diócesis) | Independencia en 1979 por división de la provincia de África Occidental independizada en 1951.                                                                                           | 18 000            |
| Iglesia del Norte de la India (unida)                                                   | Todos los estados de la India excepto Andhra Pradesh, Karnataka, Kerala, Tamil Nadu, Telangana y las Islas Andamán y Nicobar y Laquedivas                                                                                                  | 27 diócesis | Creada en 1970. Además pertenece al Consejo Metodista Mundial y a la Comunión Mundial de Iglesias Reformadas                                                                             | 1 500 000         |
| Iglesia de Pakistán (unida)                                                             | Pakistán | 8 diócesis | Creada en 1970. Además pertenece al Consejo Metodista Mundial y a la Comunión Mundial de Iglesias Reformadas                                                                             | 500 000           |
| Iglesia anglicana de Papúa Nueva Guinea                                                 | Papúa Nueva Guinea | 5 diócesis | Independencia en 1975 de la provincia de Queensland de la Iglesia anglicana de Australia.                                                                                                | 167 000           |
| Iglesia episcopal en las Filipinas (1990)                                               | Filipinas | 7 diócesis | Independencia en 1990. | 125 000           |
| Provincia de la Iglesia anglicana en Ruanda                                             | Ruanda | 11 diócesis | Independencia en 1992. | 1 000             |
| Iglesia episcopal escocesa                                                              | Escocia | 7 diócesis | Independencia en 1689. | 44 000            |
| Iglesia de la provincia del Sudeste de Asia                                             | Brunéi, Camboya, Indonesia, Laos, Malasia, Nepal, Singapur, Tailandia, Vietnam | 4 diócesis | Independencia en 1996. | 98 000            |
| Iglesia del Sur de la India (unida)                                                     | Estados de Andhra Pradesh, Karnataka, Kerala, Tamil Nadu, Telangana y las Islas Andamán y Nicobar y Laquedivas en la India y Jaffna en Sri Lanka                                                                                           | 24 diócesis | Independencia en 1927 como provincia de la India, Birmania y Ceilán. Iglesia unida en 1947. Además pertenece a la Comunión Mundial de Iglesias Reformadas y al Consejo Metodista Mundial | 4 000             |
| Iglesia anglicana del Sur de África                                                     | Lesoto, Namibia, Santa Elena, Ascensión y Tristán de Acuña, Sudáfrica, Suazilandia | 25 diócesis | Independencia en 1870. En 2006 cambió su nombre de Iglesia de la provincia del África del Sur al actual.                                                                                 | 3 000 000 - 4 000 |
| Iglesia anglicana de América del Sur                                                    | Argentina, Bolivia, Brasil, Paraguay, Perú, Uruguay | 7 diócesis | Independencia en 1981. En 2014 cambió su nombre de Iglesia de la provincia del Cono Sur de América al actual.                                                                            | 25 000            |
| Iglesia Anglicana de Chile                                                              | Chile | 4 diócesis | Formada en 2018, la provincia es la número 40, independizada de la iglesia anglicana de América del Sur.                                                                                 | 20 000            |
| Provincia de la Iglesia episcopal de Sudán del Sur y Sudán                              | Sudán del Sur, Sudán | 6 provincias: Bahr El Ghazal (9 diócesis), Central (3 diócesis), Loryko (10 diócesis), Minye (6 diócesis), Norte (5 diócesis), Alto Nilo (8 diócesis) | Independencia en 1974. | 4 500 000         |
| Iglesia anglicana de Tanzania                                                           | Tanzania | 27 diócesis | Independencia en 1970 por división de la provincia de Kenia y Tanzania. | 2 000             |
| Iglesia de la provincia de Uganda                                                       | Uganda | 34 diócesis | Independencia en 1961 como provincia de Uganda y Ruanda-Urundi (desde 1962 provincia de Uganda, Ruanda y Burundi). En 1980 Ruanda y Burundi formaron una provincia separada.             | 8 000             |
| Iglesia episcopal en los Estados Unidos y Iglesia evangélica luterana en Estados Unidos | Estados Unidos, Colombia, República Dominicana, Ecuador, Convocatoria de las Iglesias episcopales en Europa, Guam, Haití, Honduras, Islas Marianas del Norte, Puerto Rico, Saipán, Taiwán, Venezuela, Islas Vírgenes de los Estados Unidos | 9 provincias: I (7 diócesis), II (9 diócesis, la diócesis de Europa, la de Haití y la de los Ministerios Federales), III (13 diócesis), IV (20 diócesis), V (14 diócesis), VI (8 diócesis), VII (12 diócesis), VIII (17 diócesis y la diócesis de Taiwán), IX (7 diócesis en Centro y Sur América)                     | Independencia en 1789. | 6 700 000         |
| Iglesia de Gales                                                                        | Gales | 6 diócesis | Independencia en 1920 de la Iglesia de Inglaterra. | 84 000            |
| Iglesia de la provincia de África Occidental                                            | Camerún, Cabo Verde, Gambia, Ghana, Guinea, Liberia, Senegal, Sierra Leona | 2 provincias: Ghana (11 diócesis), África Occidental (6 diócesis) | Independencia en 1951. En 1979 se separó la Iglesia de Nigeria. | 300 000           |
| Iglesia de la provincia de las Indias Occidentales                                      | Aruba, Barbados, Bahamas, Belice, Guyana, Jamaica, Islas de Barlovento, Trinidad y Tobago, Islas de Sotavento. | 8 diócesis | Independencia en 1883. | 770 000           |

Además, hay seis Iglesias extraprovinciales, cinco de las cuales están bajo la autoridad del arzobispo de Canterbury como arzobispo metropolitano.
| Iglesias extraprovinciales                                                          | Metropolitano | Jurisdicción territorial                                                                                     | Provincias y diócesis                                              | Historia                                                                 |
| ----------------------------------------------------------------------------------- | --- | --- | ------------------------------------------------------------------ | ------------------------------------------------------------------------ |
| Iglesia de Ceilán                                                                   | Arzobispo de Canterbury | Sri Lanka | 2 diócesis                                                         | Separada en 1970 de la Iglesia de la India, Pakistán, Birmania y Ceilán. |
| Iglesia episcopal de Cuba                                                           | El concilio metropolitano comprende: - Primado de la Iglesia anglicana de Canadá - Arzobispo de las Indias Occidentales - Obispo presidente de la Iglesia episcopal | Cuba | 1 diócesis                                                         | Separada de la Iglesia episcopal en 1966.                                |
| Diócesis anglicana de territorios británicos en las Antillas o islas del mar Caribe | Arzobispo de Canterbury | Bermudas, Anguila (dependencia), Islas Caimán, Islas Turcas y Caicos, Islas Vírgenes Británicas, Montserrat. | 1 diócesis. 1 Parroquia por cada Territorio británico de ultramar. | Separada en 1919 de la diócesis de Terranova.                            |
| Iglesia lusitana católica apostólica evangélica                                     | Arzobispo de Canterbury | Portugal | 1 diócesis                                                         | Establecida en 1980.                                                     |
| Iglesia española reformada episcopal                                                | Arzobispo de Canterbury | España | 1 diócesis                                                         | Establecida en 1980.                                                     |
| Parroquia de las Islas Malvinas                                                     | Arzobispo de Canterbury | Islas Malvinas                                                                                               | 1 parroquia                                                        | Separada de la provincia del Cono Sur de América en 1977.                |

### Provincia disuelta
Fundada en 1912, la Iglesia anglicana en China, o conocida como la Provincia Anglicana-Episcopal de China, se había fusionado con la Iglesia Patriótica de las Tres Autonomías establecida por el gobierno comunista. Aunque nunca se disolvió formalmente, sin embargo, todas las actividades habían terminado en 1958.

## Acuerdo de comunión con otras Iglesias

### Iglesias unidas
Las Iglesias unidas en el subcontinente indio están integradas por anglicanos y por otros grupos protestantes y se formaron en 1970 a partir de la división de la Iglesia anglicana de la India, Pakistán, Birmania y Ceilán. Además de ser parte de la Comunión anglicana son miembros de la Comunión Mundial de Iglesias Reformadas, y las dos Iglesias indias también del Consejo Metodista Mundial. Desde 1978 las Iglesias del Norte y Sur de la India y la Iglesia siro-malankara de Mar Thoma forman la Comunión de Iglesias en la India. 
- La Iglesia del Sur de la India: unió a 14 diócesis anglicanas de los estados de Andhra Pradesh, Karnataka, Kerala y Tamil Nadu y de los territorios de las Islas Andamán y Nicobar y Laquedivas en la India (a formarse el estado de Telangana quedó también incluido) y a los de la diócesis de Sri Lanka, con la Iglesia Unida del Sur de la India (formada por congregacionales y presbiterianos), y el distrito del Sur de la India de la Iglesia metodista.[8]
- La Iglesia del Norte de la India: unió a los anglicanos del resto de los estados de la India con la Iglesia unida del Norte de la India (formada por congregacionales y presbiterianos), las Iglesias bautistas del Norte de la India (bautistas británicos), metodistas (de las conferencias británicas y australianas) y discípulos de Cristo. La Iglesia de los Hermanos en la India se retiró de la unión en 2006.
- La Iglesia de Pakistán: unió en 1970 a anglicanos de la Iglesia anglicana de la India, Pakistán, Birmania y Ceilán con presbiterianos de la Iglesia de Escocia, metodistas unidos y luteranos. La mayoría de sus fieles son anglicanos.
- La Iglesia de Bangladés: se formó en 1974 por división de la Iglesia de Pakistán.

### Acuerdo de Bonn
A partir del Acuerdo de Bonn de 1931 las Iglesias vétero católicas de la Unión de Utrecht (de la Conferencia Internacional de Obispos Católicos Antiguos) están en plena comunión con la Comunión anglicana:
- Iglesia católica antigua de los Países Bajos (2 diócesis en Holanda, Bélgica y Luxemburgo)
- Diócesis católica de los viejos católicos en Alemania (1 diócesis en Alemania)
- Iglesia católica cristiana de Suiza (1 diócesis en Suiza)
- Iglesia católica antigua de Austria (1 diócesis en Austria)
- Iglesia católica antigua en la República Checa (1 diócesis en República Checa y Eslovaquia)
- Iglesia católica polaca (3 diócesis en Polonia)
- Misión vétero católica francófona (1 misión en Francia dependiente de la Conferencia Internacional de Obispos Católicos Antiguos)
- Iglesia católica antigua de Croacia (1 misión en Croacia dependiente de la Conferencia Internacional de Obispos Católicos Antiguos)
- Iglesia católica antigua en Suecia y Dinamarca (1 misión en Suecia, Dinamarca, Noruega y Finlandia dependiente de la Conferencia Internacional de Obispos Católicos Antiguos)

El Acuerdo de Bonn incluye también a partir de 1965 a:
- Iglesia filipina independiente (Filipinas)
- Iglesia española reformada episcopal (España)
- Iglesia lusitana católica apostólica evangélica (Portugal)

Desde 2005 la Unión de Utrech está también en plena comunión con la Iglesia de Suecia.

Iglesias miembro de la Comunión de Porvoo

### Comunión de Porvoo
La Comunión de Porvoo es un acuerdo de plena comunión firmado en 1994 por Iglesias anglicanas y luteranas de Europa:
- La Iglesia episcopal escocesa
- La Iglesia de Noruega
- La Iglesia de Suecia
- La Iglesia evangélica luterana estonia
- La Iglesia evangélica luterana de Lituania

Desde 1995
- La Iglesia de Inglaterra
- La Iglesia de Irlanda
- La Iglesia en Gales
- La Iglesia nacional de Islandia
- La Iglesia evangélica luterana de Finlandia

Desde 2001
- La Iglesia lusitana católica apostólica evangélica (Portugal)
- La Iglesia española reformada episcopal

Desde 2010
- La Iglesia del Pueblo Danés (Dinamarca)[11]

Desde 2014
- La Iglesia evangélica luterana letona en el extranjero
- La Iglesia luterana en Gran Bretaña

Iglesias que participa como observadora:
- La Iglesia evangélica luterana de Letonia (desde 1994)

## Historia
La Comunión anglicana es un concepto relativamente reciente. Desde que la Iglesia de Inglaterra (que hasta el siglo XX incluía a la Iglesia en Gales) rompió su comunión con el catolicismo durante el reinado de Enrique VIII, ha pensado de sí misma no como una nueva fundación, sino que como una continuación reformada de la antigua “Iglesia inglesa” y reafirmado los derechos de esa iglesia. Pero tal fenómeno fue por bastante tiempo algo claramente local. De esta manera, los únicos integrantes de lo que hoy conocemos como Comunión anglicana a mediados del siglo XVIII eran la Iglesia de Inglaterra, su estrechamente ligada Iglesia hermana, la Iglesia de Irlanda (que también rompió con el papa bajo Enrique VIII), y la Iglesia episcopal escocesa, que a fines del siglo XVII y principios del siglo XVIII era parcialmente clandestina (sospechosa de simpatías jacobitas).
Sin embargo, la enorme expansión del Imperio británico durante los siglos XVIII y XIX llevó a la Iglesia consigo. Por eso, desde el principio, todas las iglesias coloniales estuvieron bajo jurisdicción del obispo de Londres, pero tras la Guerra de Independencia de los Estados Unidos, las parroquias de ese nuevo país independiente encontraron necesario romper formalmente con una Iglesia cuyo Gobernador supremo era (y sigue siendo) el Monarca británico. De esa manera, formaron sus propias diócesis y su propia iglesia nacional, la Iglesia episcopal en los Estados Unidos de América, en un proceso de separación, por lo demás, bastante amistoso.
En aquella misma época, los países que seguían siendo colonia británica conservaban sus vínculos con la Corona. Por ello, la Iglesia de Inglaterra comenzó a designar obispos coloniales. En 1787 se nombró a un obispo de Nueva Escocia con jurisdicción extraordinaria sobre toda la Norteamérica británica; al mismo tiempo se designaron varios otros obispos en ciudades del actual Canadá. En 1814 fue nombrado un obispo para Calcuta; en 1824 fue enviado el primer obispo a las Indias Occidentales y en 1836 también a Australia. Antes de 1840 había solamente diez obispos coloniales en la Iglesia de Inglaterra, pero incluso este comienzo tan pequeño facilitó grandemente el desarrollo del anglicanismo alrededor del mundo. En 1841 se instaló un “Consejo Colonial Diocesano” y pronto se crearon muchas más diócesis.
Con el tiempo, llegó a ser natural agrupar estas diócesis en provincias y designar a un obispo metropolitano para cada una. Aunque al principio este sistema se estableció en muchas colonias del Imperio, hacia 1861 fue habitual que, a menos que se dispusiera específicamente lo contrario, la Iglesia de Inglaterra tuviera apenas la misma posición legal que cualquier otra iglesia. Así, un obispo colonial anglicano y su diócesis poseían una naturaleza jurídica completamente diferente de sus contrapartes en la metrópoli. Con el tiempo, los obispos vinieron a ser designados más bien localmente que desde Inglaterra, y los sínodos nacionales comenzaron, finalmente, a poseer una legislación eclesiástica independiente de Inglaterra.
Un paso crucial en el desarrollo de la comunión moderna estuvo en la organización de las Conferencias de Lambeth, con las discusiones que allí se han desarrollado. Estas conferencias demostraron que obispos de Iglesias dispares podían manifestar la unidad de la Iglesia en su colegialidad episcopal, a pesar de la ausencia de lazos legales universales. Algunos obispos estuvieron inicialmente poco dispuestos a concurrir, temiendo que la reunión se declarase un consejo con poder legislativo para la Comunión anglicana; pero estos temores se disiparon con el tiempo y al aprobarse resoluciones de tipo sólo consultivo. Las Conferencias de Lambeth han sido convocadas aproximadamente cada diez años desde 1878 (que fue la segunda conferencia), y permanece como la convocatoria más visible de toda la Comunión.

## Controversias
Un efecto de la "autoridad dispersa" de la Comunión anglicana ha sido que el conflicto y la controversia se han levantado con cierta regularidad a lo largo de su historia, sobre todo con respecto a los efectos que prácticas y doctrinas divergentes de una parte de la Comunión han tenido en otras. Las disputas que se dieron antaño en el seno de Iglesia de Inglaterra se pudieron tratar legislativamente en aquel reino, pero como la Comunión anglicana se extendió a nuevas naciones y culturas dispares, tales controversias se fueron multiplicando e intensificando sin posibilidad de resolución legislativa. Estas controversias han sido generalmente de dos tipos: litúrgicas y sociales.
La primera controversia notable se desarrolló en torno a la influencia creciente del anglo-catolicismo manifestado en el llamado ritualismo, controvertido desde fines del siglo XIX y hasta principios del siglo XX. Más tarde, el rápido cambio social y la disolución de la hegemonía cultural británica sobre sus antiguas colonias alimentaron las disputas con respecto al papel de las mujeres, los parámetros de matrimonio y divorcio, y la práctica de la anticoncepción y el aborto. Más recientemente, los desacuerdos con respecto a la homosexualidad han tensado la unidad de la Comunión así como sus relaciones con otras denominaciones cristianas. De manera simultánea a los debates sobre teología social y ética, la Comunión ha debatido la revisión del Libro de Oración y los fundamentos para lograr la comunión plena con Iglesias no anglicanas.

## Relaciones ecuménicas
El interés anglicano por el diálogo ecuménico se remonta a tiempos de su reforma y a sus diálogos tanto con Iglesias ortodoxas como luteranas durante el siglo XVI. En el siglo XIX, con el surgimiento del Movimiento de Oxford, se generó una mayor preocupación por el reencuentro de las Iglesias de "confesión católica". Este deseo de trabajar por el logro de la plena comunión con otras denominaciones cristianas condujo al desarrollo del Cuadrilátero Chicago-Lambeth, aprobado por la tercera Conferencia de Lambeth en 1888. Los cuatro puntos (suficiencia de la Escritura, los credos históricos, los dos sacramentos dominicales y el episcopado histórico) fueron propuestos como base para la discusión, aunque fueran con frecuencia tomados como línea de fondo no negociable para el reencuentro.

### Consejo Mundial de Iglesias
El diálogo ecuménico ha sido particularmente fructífero en tres ámbitos. El primero es el Consejo Mundial de Iglesias y sus precursores, en los cuales los anglicanos estuvieron siempre implicados, desde el principio. Los representantes anglicanos estuvieron especialmente involucrados en el desarrollo de la fecunda declaración de la comisión Orden y Fe: "Bautismo, Eucaristía y Ministerio", que procuró el desarrollo de puntos en común con respecto a estas cuestiones, y han estado asimismo en el centro del proceso para desarrollar trabajos más recientes en la comisión "Naturaleza y Misión de la Iglesia".

### Iglesia católica
El segundo ámbito fructífero de preocupación ecuménica ha sido con la Iglesia católica. La hostilidad a largo plazo entre estas dos comuniones ha minado las perspectivas de diálogo. La "emancipación" católica en el Reino Unido alivió un poco la tensión, pero la respuesta de Roma al Cuadrilátero Chicago-Lambeth, articulada en la bula papal de 1896 "Apostolicae Curae", declaró las órdenes anglicanas como nulas y sin valor legal. El acercamiento se logró finalmente en 1966, con la visita del arzobispo Michael Ramsey al papa Pablo VI. Al año siguiente, se estableció la Comisión Internacional Anglicana-Católica Romana (ARCIC por sus siglas en inglés: Anglican-Roman Catholic International Commission). Su primer proyecto se centró en la autoridad de las Escrituras, y la Comisión ha producido desde entonces nueve declaraciones concordadas. La primera fase de la ARCIC terminó en 1981 con la publicación del informe final: "Aclaraciones sobre la Autoridad en la Iglesia" (Elucidations on Authority in the Church). La segunda fase transcurrió entre 1983 y 2004, año en que fue publicada una declaración concordada referida a la "teología Mariana", y se espera una tercera fase. En 2000, tras una reunión entre obispos anglicanos y católicos en Mississauga (Canadá), una nueva comisión fue establecida, la Comisión Internacional Anglicana Católica Romana para Unidad y Misión (International Anglican Roman Catholic Commission for Unity and Mission), para promover la cooperación práctica entre anglicanos y católicos, y la recepción de los frutos del diálogo teológico.
A pesar de la productividad de estas discusiones, el diálogo se ha dificultado tras los acontecimientos en algunas provincias de la Comunión anglicana, principalmente con respecto a la ordenación de mujeres e incluso la ordenación episcopal de personas homosexuales no célibes (el caso de Gene Robinson). El papa Juan Pablo II hizo una Provisión Pastoral para un pequeño número de parroquias de clero episcopal que se han convertido a la Iglesia católica. Hay aproximadamente media docena de estas parroquias de "uso anglicano", llamadas así porque se les ha permitido el uso temporal de una adaptación católica del Libro de Oración Común, aunque no el Libro Episcopal de Oración Común propiamente tal (utilizado por las parroquias de la ECUSA). Además, existe una jurisdicción de las Iglesias Anglicanas de Continuación denominada Comunión Anglicana Tradicional, que procura conseguir plena comunión con Roma reteniendo, no obstante, su fe y prácticas tradicionales.
El 20 de octubre de 2009 la Santa Sede dio a conocer la aprobación dada por Benedicto XVI para la creación de una estructura canónica, un ordinariato personal, para acoger a los anglocatólicos que quisieran incorporarse a la plena comunión con la Iglesia católica. El entonces arzobispo de Canterbury y primado de la Comunión anglicana, Rowan Williams, y el arzobispo de Westminster, Vicent Gerard Nichols, primado de los católicos en Inglaterra, emitieron un comunicado en el que se señalaba este gesto como un signo del fin de los tiempos de incertidumbre y un fruto del diálogo ecuménico. Las disposiciones de Benedicto XVI se dieron a conocer en la Constitución Apostólica Anglicanorum cœtibus, del 4 de noviembre de 2009.

### Iglesias luteranas
Otro ámbito fructífero de diálogo ecuménico se ha dado con varias Iglesias luteranas. En 1994, se constituyó la Comunión de Porvoo, incluyendo a las iglesias de la Comunión anglicana en Inglaterra, Escocia, Gales, Irlanda, Portugal y España en plena comunión con las iglesias luteranas de Islandia, Noruega, Suecia, Finlandia, Estonia y Lituania. En el 2001, la Iglesia anglicana del Canadá y la Iglesia evangélica luterana en Canadá lograron la plena comunión, como hicieron también la Iglesia episcopal en los Estados Unidos de América (ECUSA) y la Iglesia evangélica luterana en América (ELCA).
Además, acuerdos de plena comunión han sido alcanzados entre varias provincias eclesiásticas más pequeñas, sobre todo con denominaciones católicas, como la Iglesia católica antigua tras el Acuerdo de Bonn de 1931.

### Iglesias ortodoxas
El diálogo ha sido fructífero así mismo con las Iglesias ortodoxas. La Comisión Internacional de Diálogo Teológico Anglicano-Ortodoxo fue establecida en 1999, añadiéndose al trabajo de comisiones ya establecidas anteriormente y que habían publicado una síntesis de su trabajo en la "Declaración de Dublín". Posteriormente, también se estableció la Comisión Internacional Anglicana Ortodoxa Oriental en el 2001, para el diálogo con aquellas Iglesias ortodoxas que no están en comunión con el Patriarca de Constantinopla.

### Otras Iglesias
El diálogo con Iglesias protestantes además de las luteranas ha dado igualmente buenos resultados. Sin embargo, algunos movimientos hacia la plena comunión han fracasado, entre la Iglesia anglicana del Canadá y la Iglesia Unida del Canadá, por ejemplo, así como entre la Iglesia de Inglaterra y la Iglesia metodista de Gran Bretaña debido, expresamente, a la cuestión del episcopado válido, más específicamente, al reconocimiento de la sucesión apostólica. Esto, así como las posturas anglicanas ante ciertas cuestiones sociales, han dificultado también el diálogo entre anglicanos y algunas denominaciones evangélicas. Con todo, han prosperado una variedad de informes preparados por comisiones bilaterales que describen teologías y prácticas convergentes; tal fue el caso de "Conversaciones sobre el Mundo 2005" (Conversations around the World), un informe sobre conversaciones entre representantes de la Comunión anglicana y la Alianza Bautista Mundial.

## Sucesión apostólica
La Comunión anglicana comparte la creencia de quienes tienen como válida la sucesión apostólica, considerandose a sí mismos como un elemento de dicha sucesión. La Iglesia católica discrepa de la Comunión anglicana en este asunto al considerar el papa León XIII, en la bula de 1896 Apostolicae curae, que dicha sucesión fue rota por los anglicanos debido a considerar nulas las ordenaciones anglicanas por deficiencias de forma, pero el patriarca de Constantinopla de la Iglesia ortodoxa aceptó en 1922 como válida la sucesión apostólica en la Comunión anglicana a pesar de no estar en comunión con ella.